# Niederösterreichischen-Cup 1920-1921
La Niederösterreichischen-Cup 1920-1921 è stata la 3ª edizione della coppa nazionale di calcio austriaca. Vide la vittoria del Wiener Amateur, che sconfisse in finale il Wiener Sport-Club.
Parteciparono 30 squadre, contro le 43 della stagione precedente.

## Risultati

### Primo turno
| Squadra 1          | Risultato          | Squadra 2               |
| ------------------ | ------------------ | ----------------------- |
| Admira Vienna      | 1 - 2              | Lagerhaus               |
| Floridsdorfer      | 2 - 1              | FC Ostmark              |
| Germania Schwechat | 12 - 2             | ASK Marienthal          |
| Hakoah Vienna      | 4 - 0              | Mödling                 |
| Hertha Vienna      | 4 - 2              | Red Star Penzing        |
| Rapid Vienna       | 3 - 3 (1-2 replay) | Wiener Amateur          |
| Donaustadt         | 1 - 1 (2-1 replay) | Slovan Vienna           |
| Rudolfshügel       | 7 - 0              | Simmering               |
| Simmeringer SpVg   | 2 - 0              | Olympia                 |
| Sturm 1907         | 2 - 5              | Stockerau               |
| Vienna Cricketer   | 2 - 1              | Sturm 1914              |
| Wacker             | 2 - 1              | Falke                   |
| Wiener AC          | 3 - 5              | First Vienna            |
| Wiener AF          | 3 - 1              | Donaufeld               |
| Wiener SC          | 10 - 3             | Wiener Bewegungsspieler |

### Ottavi di finale
| Squadra 1     | Risultato        | Squadra 2          |
| ------------- | ---------------- | ------------------ |
| Floridsdorfer | 4 - 1            | Lagerhaus          |
| Hakoah Vienna | 1 - 3 (dts)      | Hertha Vienna      |
| Donaustadt    | 1 - 2            | Wiener Amateur     |
| Rudolfshügel  | 3 - 1            | Vienna Cricketer   |
| Stockerau     | 3 - 2            | Simmeringer SpVg   |
| Wacker        | 2-2 (1-4 replay) | First Vienna       |
| Wiener SC     | 3 - 1            | Germania Schwechat |

 Wiener AF qualificato d'ufficio ai quarti di finale.

### Quarti di finale
| Squadra 1      | Risultato   | Squadra 2     |
| -------------- | ----------- | ------------- |
| Wiener Amateur | 2 - 0       | Stockerau     |
| Floridsdorfer  | 1 - 0       | Hertha Vienna |
| Rudolfshügel   | 1 - 4       | First Vienna  |
| Wiener SC      | 2 - 1 (dts) | Wiener AF     |

### Semifinali
| Squadra 1    | Risultato | Squadra 2      |
| ------------ | --------- | -------------- |
| First Vienna | 1 - 3     | Wiener Amateur |
| Wiener SC    | 3 - 2     | Floridsdorfer  |

### Finale
La finale si giocò domenica 10 luglio 1921 all'Hohe Warte di Vienna.
| Arbitro: | Grünbaum |

|                        |           |                |
| Hansl 30’ Swatosch 31’ | Marcatori | 67’ (rig) Baar |